# Lazarus Elias Magnus
Lazarus Elias Magnus, född 25 februari 1770, död 21 maj 1851, var en svensk industriman. Han var far till bank- och affärsmannen Eduard Magnus, vars dotter Göthilda Magnus var gift med Pontus Fürstenberg.

## Biografi
Magnus far flyttade till Marstrand från Strelitz i Mecklenburg 1780, med stöd av den svenska frihamnsförordningen 1775. Familjen sökte sig mot Göteborg, där Magnus företag, L. E. Magnus et Comp, blev en stor grosshandlarrörelse, vari socker, tobak och kaffe utgjorde hörnstenarna. Den 29 augusti 1804 erhöll han privilegium för sockertillverkning och uppförde strax utanför staden, "vid Mölndalsån utanför Konungsporten i stadens 12:e rote invid Katrinelund", en modern fabrik i tre våningar med namnet Katrinedals sockerbruk. Tillverkningen startade två år senare och bedrevs kontinuerligt fram till 7 januari 1849, då fabriken brann ned. År 1820 stod sockerbruket för 13,5% av Göteborgs totala industriproduktion.
Tillsammans med det 1810 av Abraham Robert Lorent grundade sockerbruket vid Klippan dominerade Magnus anläggning den göteborgska sockertillverkningen. Efter fabriksbranden återupptogs inte verksamheten, utan istället gick Magnus in som delägare i Klippanfabrikerna, som vid den tiden övertagits av David Carnegie d.y. Vid sidan av sockertillverkningen uppförde Magnus 1812 (tillstånd 25 mars 1812) en snus- och tobaksfabrik vid Mölndalsåns västra sida, där de första svensktillverkade cigarrerna producerades 1815. Tobaksproduktionen upphörde 1836, och hade som mest 13 anställda samt omsatte som mest 14 000 riksdaler banco per år. 
Lazarus Elias Magnus och sonen Eduard hörde till grundarna av Götheborgs Privat-Bank.